# Ducado da Cantábria

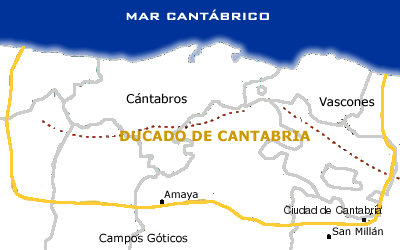
Mapa dos limites do Ducado da Cantábria

O Ducado da Cantábria (en cântabro: Ducau de Cantabria) foi criado durante o reinado do rei visigodo Ervígio (r. 680–687), na tentativa de conseguir alguma autonomia e paz no norte da Península Ibérica. 

## História
O registo documental do nome data de 883, na Crónica Albeldense ao tratar Afonso I das Astúrias dizendo: «iste Petri Cantabriae ducis filius fuit», i.e., junto à figura cita-se o título de Duque da Cantábria, o que atesta a existência do ducado, embora não existam registos acerca da extensão do mesmo; porém, segundo o historiador Maza Solano, era aproximadamente o mesmo que o da Cantábria romana. A capital era Amaya, localizada no extremo sul do Ducado, na actual província de Burgos.

## Lista de duques da Cantábria
Os primeiros governantes do ducado são desconhecidos, mas as fontes históricas posteriores alegavam que eles possuíam laços familiares com os reis visigodos. Em 739, o duque Afonso da Cantábria, torna-se o rei das Astúrias, devido seu casamento com Ermesinda, da família real asturiana. Desde então, o ducado da Cantábria passa ser título dos reis asturianos. Os duques conhecidos são:
- Pedro da Cantábria (m. 730).
- Afonso I das Astúrias (730-757); filho e sucessor de Pedro.